# Rhédey (Adelsgeschlecht)

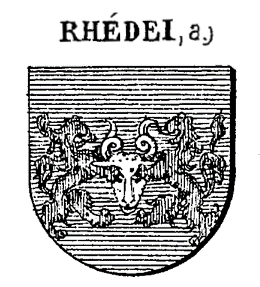
Stammwappen derer von Rhédei von 1466 bei Johann Siebmacher

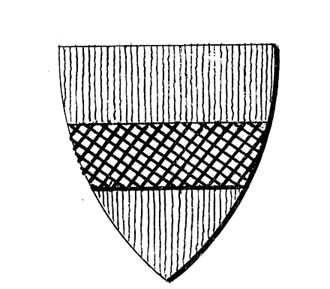
Wappen des Aba-Clans

Rhédey von Kis-Rhéde auch Rhedei ist der Name eines alten siebenbürgisch-ungarischen Adelsgeschlechts.

## Geschichte

### Herkunft
Die Familie, führt sich auf das Haus Aba, eines der ältesten ungarischen Herrschergeschlechter zurück, von dem sie sich Ende des 13. bis Anfang des 14. Jahrhunderts abzweigte. Ältere Genealogen vermuteten eine sonst unbelegte Abstammung vom Paladin Sámuel Aba, von 1041 bis 1044 König von Ungarn, und seiner Gemahlin Sarolta. Aus der Ehe sind keine verbürgten Nachkommen überliefert, jedoch könnte die Familie ihren Namen von ihm ableiten. Die erste urkundliche Erwähnung des Namens Réde erfolgte 1275. Die ununterbrochene Stammreihe beginnt mit Miko Kis-Rhéde von Szent-Marton-Rhéde, der Ende des 13. Jahrhunderts lebte. Ähnlich wie die Berthóthy, Hedry, Keczer, Segnyey, Sirokay, Somosy führten die Rhédey zunächst als Wappen einen Balken oder Adler. Am 6. Februar 1466 erhielten Johann de Nagrhede, Bartholomäus und Nikolaus de Zentmartonrhede von König Mathias einen Wappenbrief. Das Wappen von 1466 zeigt zwei doppelschwänzige Löwen die einen Widderkopf halten. Bis Ende des 16. Jahrhunderts war die Familie im Komitat Heves und im Komitat Neograd begütert. In dieser Zeit lebte Paul Rhédey, der die Söhne Johann († 1658), siebenbürgischer Hofrat, und Stephan, Vizegespan von Zips hinterließ, die Gründer zweier Linien. 

### Gräfliche Linien
Das Geschlecht kam zu Beginn des 17. Jahrhunderts nach Siebenbürgen, wo es im 19. Jahrhundert in einer gräflichen und untitulierten Adelslinie blühte. Johann Rhédey trat in die Dienste Gabriel Bethlen, Fürst von Siebenbürgen, an dessen Hof er erzogen wurde. In einer Schenkungsurkunde erhielt er die Güter Homoródszentpáli und Erdőszentgyörgyi. Franz Rhédey, Fürst von Siebenbürgen, und dessen Sohn Ladislaus wurden am 13. Juni 1659 von Ferdinand III. in Wien den Grafenstand erhoben. Die Linie ist mit dem Gründer am 11. Mai 1667 erloschen. Dem Grafendiplom zufolge führten sie als Wappen einen schreitenden Löwen. Am 13. November 1744 wurden Joseph, Ladislaus, Johann, Michael und Paul Rhédey in Wien von Kaiserin Maria Theresia das Grafendiplom verliehen und der Name Kis-Rhédey. Am 18. Oktober 1808 erhob der Kaiser in Wien den k. k. Kämmerer und Obergespan Ludwig Rhédei von Kis-Rhéde in den österreichischen Grafenstand. Die 1659 und 1808 in den Grafenstand erhobenen Linien waren bereits im 19. Jahrhundert erloschen. In einer davon war Graf Adam Rhédey († 1849) der letzte männliche Spross. Der Ehe des Grafen Ladislaus Rhédey von Kis-Rhéde und seiner Frau, der Baronin Agnes Inczédy de Nagy-Várad entstammte Claudine Rhédey von Kis-Rhéde, die morganatische Frau des Prinzen Alexander von Württemberg. Anlässlich der Hochzeit am 16. Mai 1835 erhob sie der österreichische Kaiser zur Gräfin von Hohenstein.

## Besitzungen

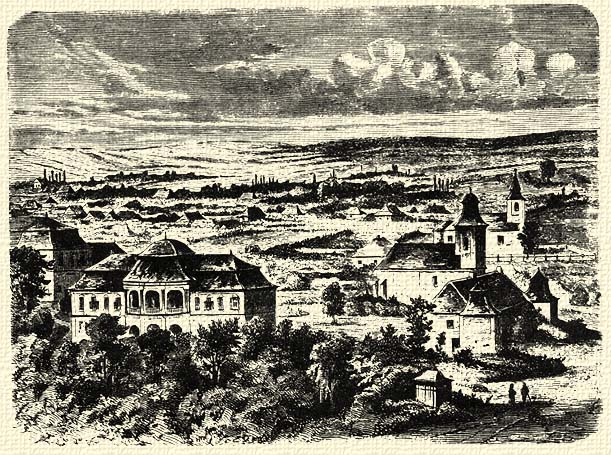
Rhédey–Bethlen Schloss in Șincai
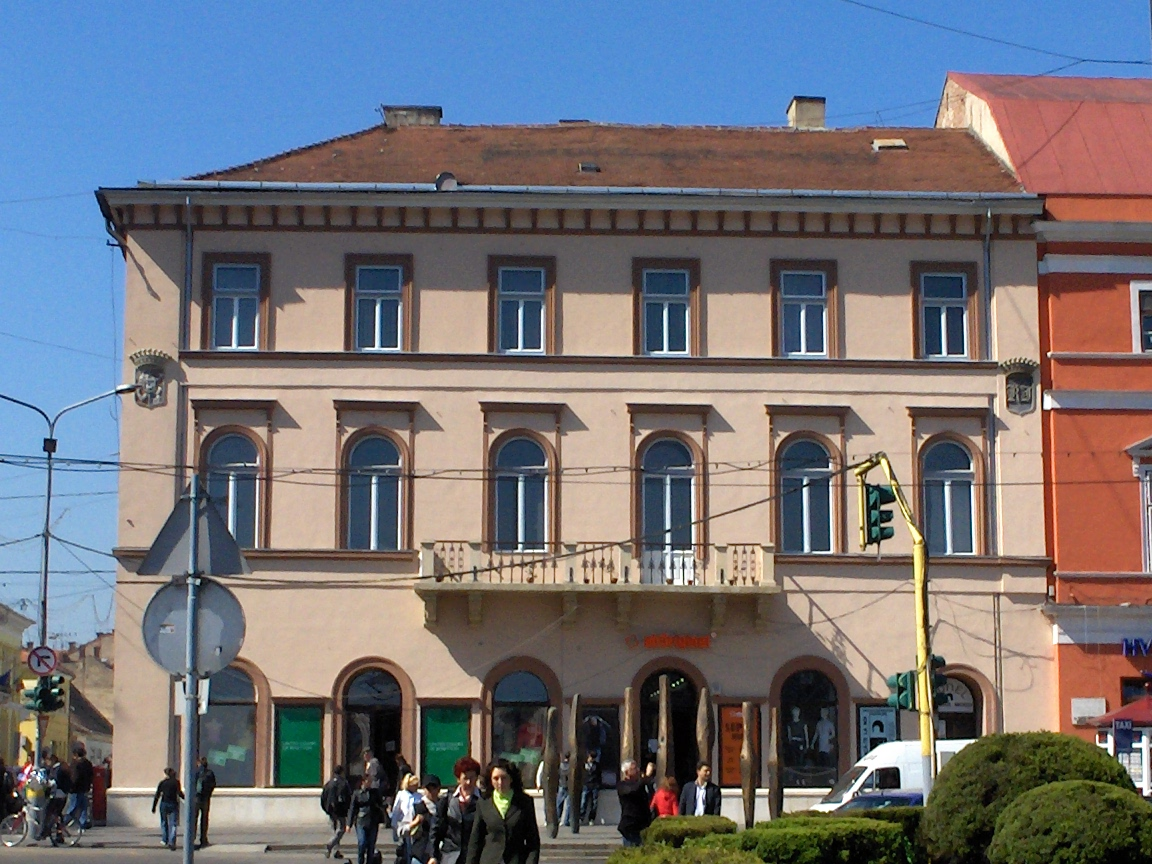
Palais Rhédey in Cluj-Napoca
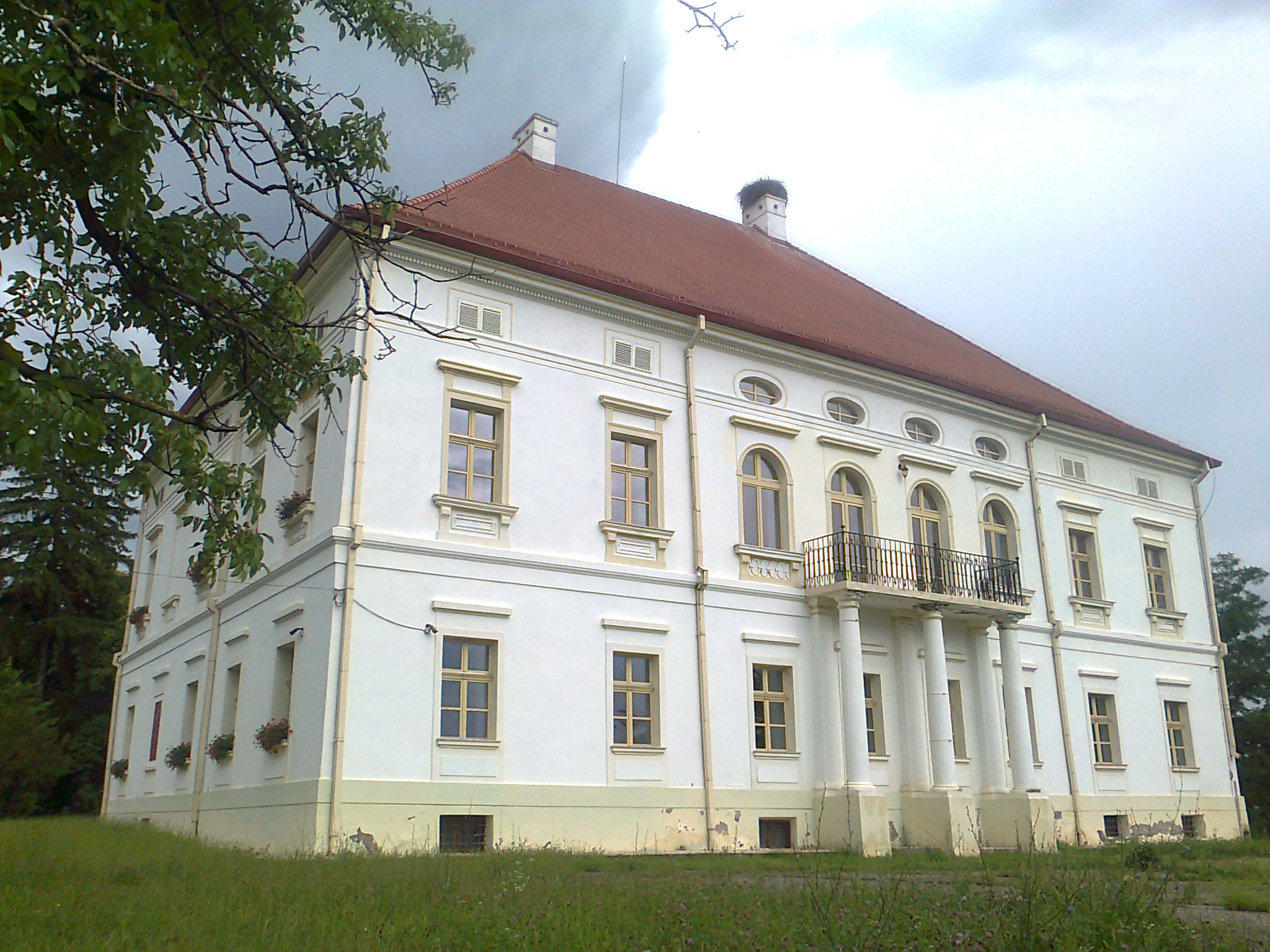
Schloss Rhédey in Sângeorgiu de Pădure
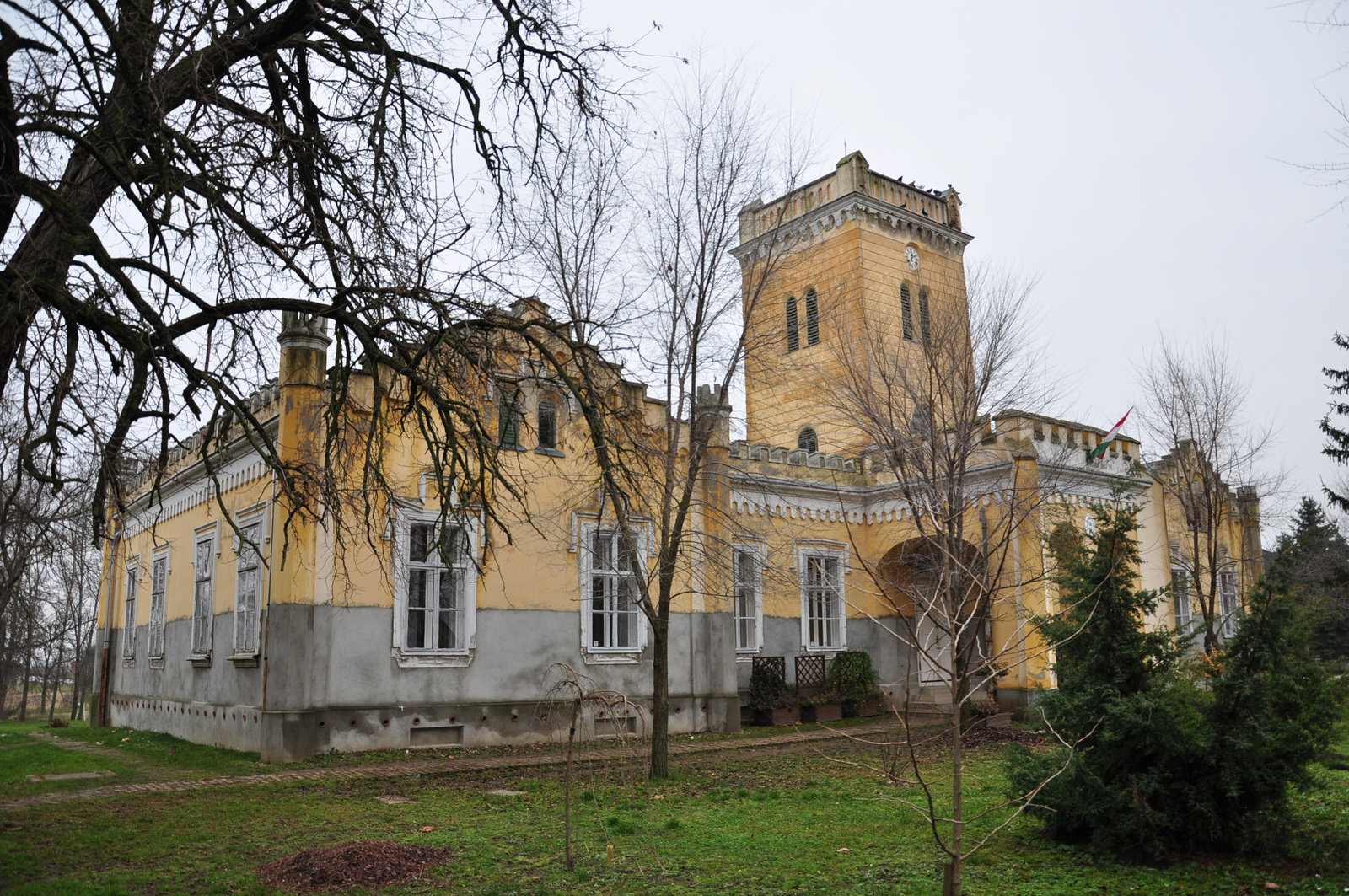
Schloss Rhédey in Zsáka

## Wappen
- Blasonierung des Wappens von 1466: In Blau zwei doppelschwänzige rote Löwen einen goldenen beäugten grauen Widderkopf mit beiden Vorderpranken an der Stirn und hinteren Kopfseite gemeinsam vor der Mitte des Leibs haltend.
- Blasonierung des Wappens von 1606: Ein schreitender Löwe. Kleinod: Zwischen offenem Flug, ein wachsender Löwe.
- Blasonierung des Wappens im Siegel von 1634: Auf einem Hügel stehender Schwan. Kleinod: Ein Arm mit einem Schwert, mit dem Ellbogen auf die Helmkrone gestützt, begleitet von einem sechsstrahligen Stern.
- Blasonierung des gräflichen Wappens von 1744: Geviert von Blau und Rot, mit blauem Mittelschild, darin auf grünem Dreiberg ein Schwan. Im ersten Feld ein sich aus brennenden Scheiterhaufen erhebender Phönix. Im zweiten und dritten Feld ein geharnischter, gebogener aus der Spaltung ragender Arm, in der Faust einen Krummsäbel haltend.

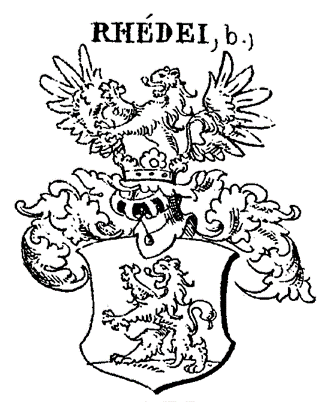
Wappen derer von Rhédei von 1606 bei Johann Siebmacher
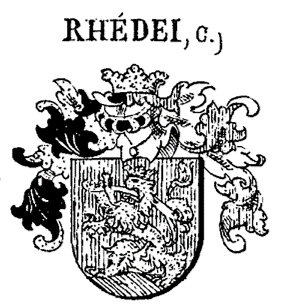
Wappenvariante derer von Rhédei bei Johann Siebmacher
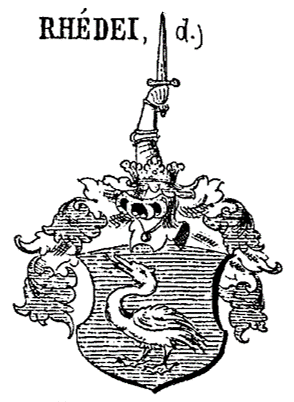
Wappen derer von Rhédei (Siegel von 1634) bei Johann Siebmacher
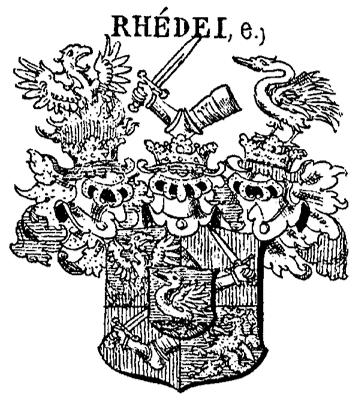
Gräfliches Wappen derer von Rhédei von 1744 bei Johann Siebmacher
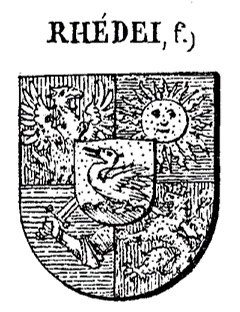
Gräfliches Wappen derer von Rhédei von 1808 bei Johann Siebmacher
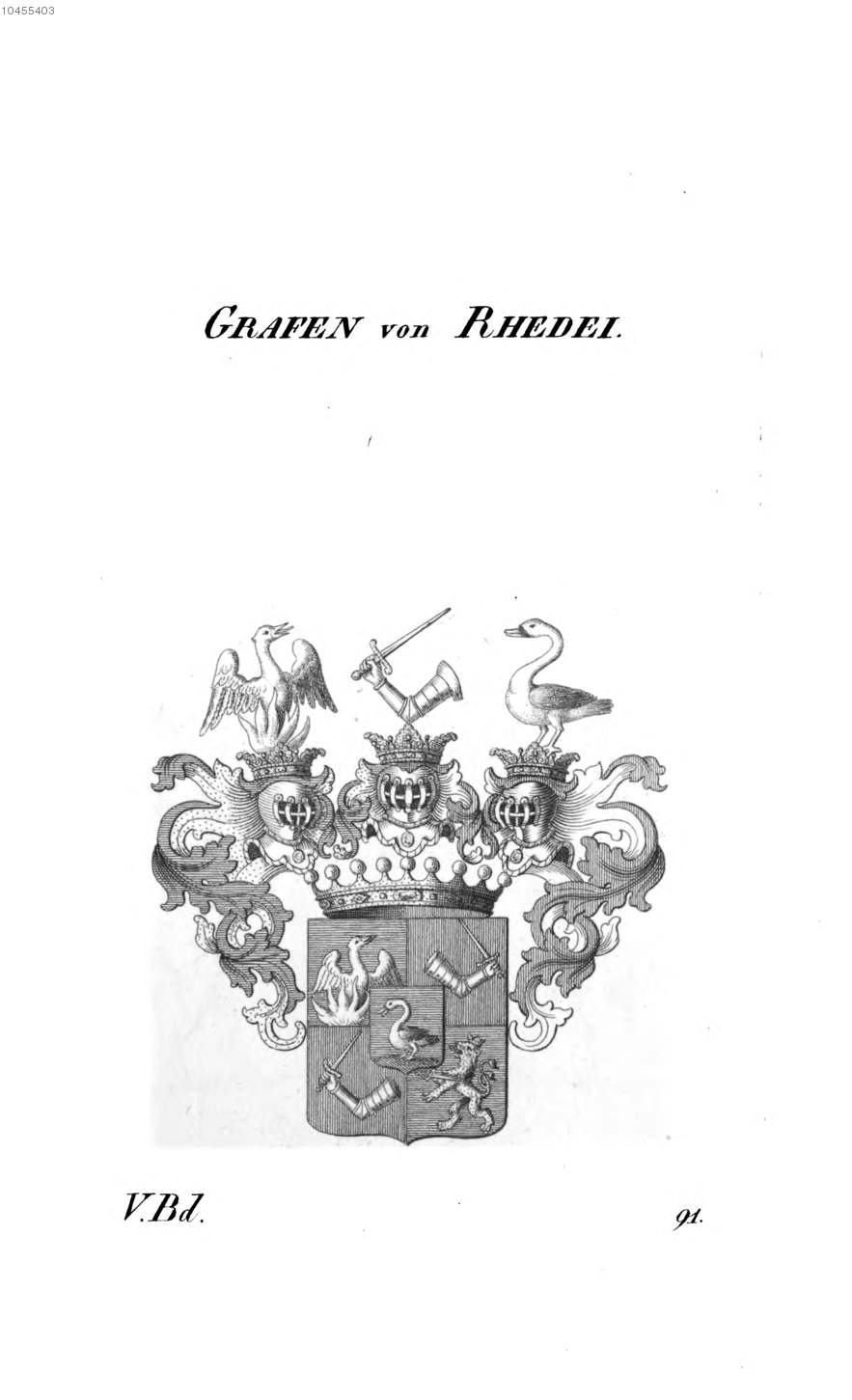
Wappen der Grafen von Rhedei von 1744 bei Tyroff

## Genealogie (Auswahl)
1. Paul Rhédey, ⚭ Anna Swtha

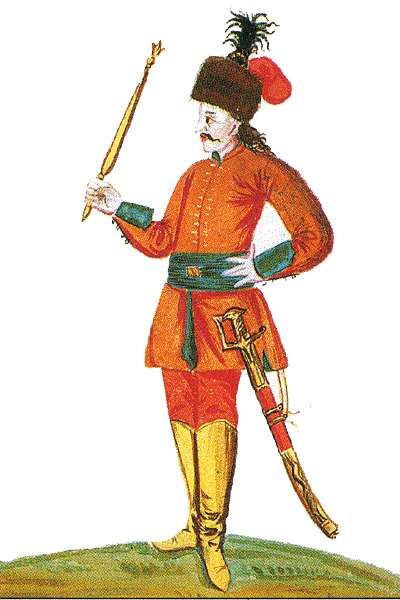
Franz Rhédey

  1. Johann Rhédey, ⚭ Margarethe Kornis
    1. Johann Rhédey († 1686), ⚭ Elisabeth Mácskassy
      1. Graf Ladislaus Rhédey von Kis-Rhéde († 1722), ⚭ Maria Toroczkaj
        1. Graf Johann Rhédey von Kis-Rhéde (1713–1768), k. k. Generalmajor, ⚭ Clara Bethlen
        2. Graf Michael Rhédey von Kis-Rhéde (1720–1791), ⚭ Theresia Bánffy de Losoncz Bánffy
          1. Graf Ladislaus Rhédey von Kis-Rhéde (1775–1835), ⚭ Agnes Inczédy de Nagy-Várad
            1. Claudine Rhédey von Kis-Rhéde (1812–1841), ab 1835 Gräfin von Hohenstein, ⚭ Prinz Alexander von Württemberg
2. Franz Rhédey († 1621) Obergespan von Bihar und Máramaros, ⚭ Katalin Károlyi de Nagykároly
  1. Graf Franz Rhédey (1610–1667), Fürst von Siebenbürgen, ⚭ Druzsiána Bethlen de Iktár
    1. Graf Ladislaus Rhédey (1636–1663), ⚭ 1.) Susanna Szunyogh de Jeszenicze, ⚭ 2.) Agnes Bánffy de Losoncz